# P-Menthane
Le p-menthane est le nom trivial du 1-isopropyl-4-méthylcyclohexane, un composé monocyclique monoterpénique saturé. Le para-menthane constitue le squelette de nombreux monoterpènes naturels tels les terpinènes (le δ-terpinène est aussi appelé terpinolène), le limonène, les phellandrènes et le p-cymène. Ce dernier composé est l'analogue aromatique du p-menthane.
Il existe aussi les isomères ortho et méta (o- et m-menthane, nommés respectivement 1-isopropyl-2-méthylcyclohexane et 1-isopropyl-3-méthylcyclohexane).

## Stéréochimie
Ce composé alicyclique présente deux diastéréoisomères : le cis-p-menthane et le trans-p-menthane. Dans la forme cis, les deux substituants sont situés du même côté du plan moyen de la molécule ; dans la forme trans, ils sont disposés de part et d'autre de ce plan.

Isomères cis et trans du p-menthane.
a : substituant en position axiale.
e : substituant en position équatoriale.